# Steve White (actor)
Steve White (marzo de 1961) es un actor y comediante estadounidense, reconocido principalmente por sus papeles en películas de Spike Lee. Ha trabajado con este director cinco veces (Do the Right Thing en 1989, Mo' Better Blues en 1990, Malcolm X en 1992, Clockers en 1995 y Get on the Bus en 1996). Entre 1992 y 1997, White trabajó como comediante de stand-up en Def Comedy Jam para HBO y a partir de entonces ha aparecido en diversas películas y series de televisión.

## Filmografía

### Cine y televisión
- 2013 - Playin' for Love
- 2006 - Cuts
- 2004 - Phil of the Future
- 2003 - Skin Deep
- 2000 - Ping!
- 2000 - Martial Law
- 1999 - Goosed
- 1999 - For Your Love
- 1997 - Breakdown
- 1997 - The Jamie Foxx Show
- 1997 - Arli$$
- 1996 - Get on the Bus
- 1996 - Bulletproof
- 1996 - Martin
- 1996 - The Show
- 1995 - Night Stand
- 1995 - In the House
- 1995 - Clockers
- 1995 - Hangin' with Mr. Cooper
- 1995 - Open Season
- 1994 - Mona Must Die
- 1993 - Living Single
- 1992 - Malcolm X
- 1991 - Other People's Money
- 1990 - Glory Days
- 1990 - Mo' Better Blues
- 1990 - The Adventures of Ford Fairlane
- 1989 - Harlem Nights
- 1989 - Do the Right Thing
- 1988 - Coming to America
- 1981 - ...All the Marbles
- 1976 - Revenge of the Cheerleaders